# Wallfahrtskirche Maria Gail

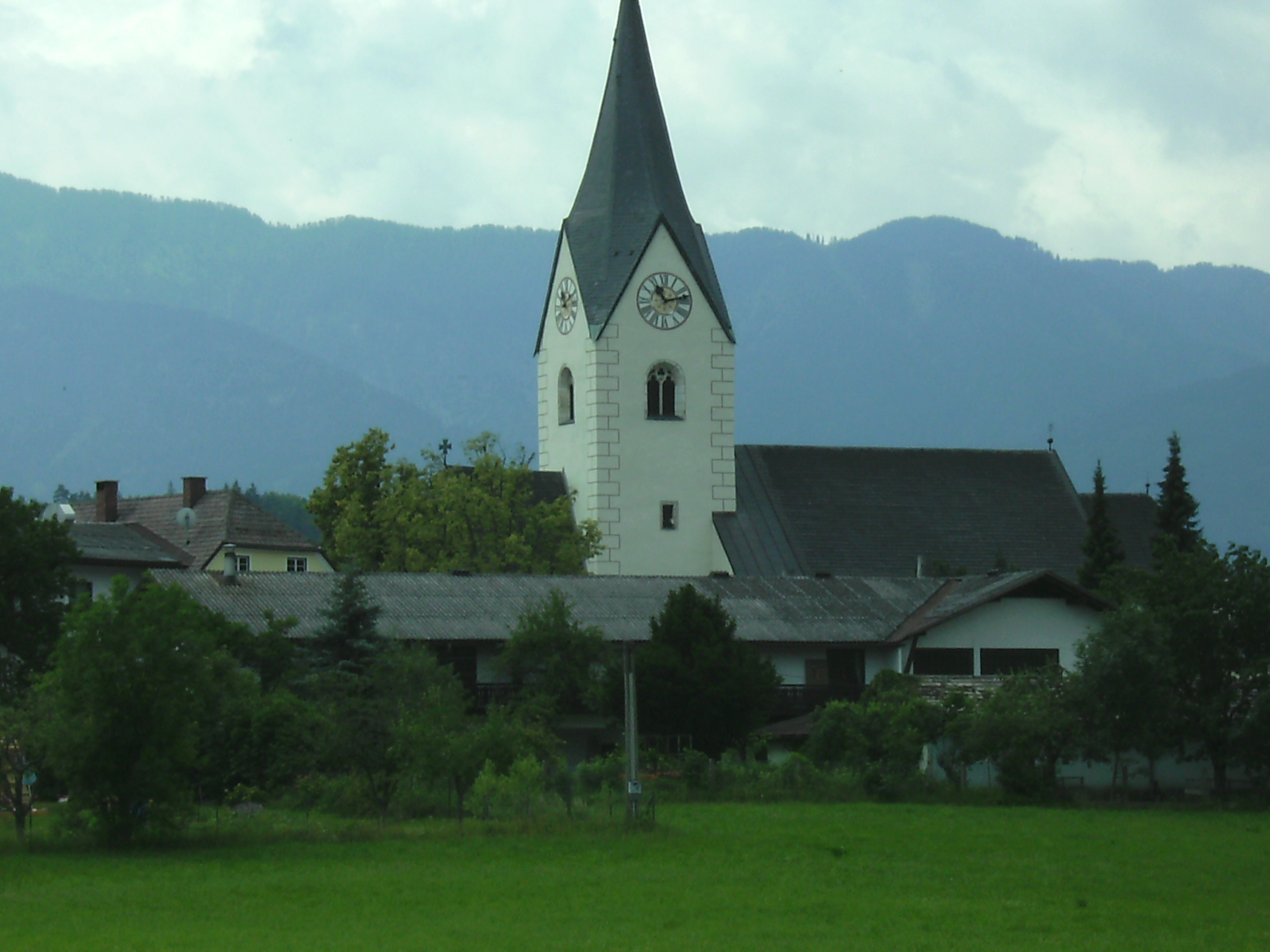
Maria Gail mit Kirche

Die Wallfahrtskirche Maria Gail ist eine Kirche im gleichnamigen Ort südlich von Villach in Kärnten.

## Geschichte
Die Kirche wird erstmals urkundlich erwähnt in der Gründungsurkunde des Klosters St. Gallus in Moggio Udinese (Friaul) (Textstelle: „Villis in plebe sanctae Mariae de Villach“, Dorf in der Pfarre der Heiligen Maria von Villach) und ist auf das Jahr 1136 datiert. Die ursprünglich romanische Chorturmkirche wurde um 1450 vergrößert; damals entstanden das spätgotische Netzrippengewölbe, die Orgelempore, die Annakapelle und das Presbyterium. Während der Türkenkriege im 15. Jahrhundert wurde die Kirche 1478 bei einem Türkeneinfall geschändet und zerstört. Aus dieser Zeit stammt die heute noch erhaltene "Türkenglocke". Nach dem Wiederaufbau wurde die Kirche 1486 neu geweiht. 1580 stürzte der Kirchturm auf Grund vernachlässigter Bausubstanz ein. Im 16. Jahrhundert wurde die Maria Gailer Wallfahrtskirche ebenso wie die übrigen Kirchen des Landes reformiert und verblieb für mehrere Jahrzehnte unter der lutherischen Ägide.

## Bauwerk

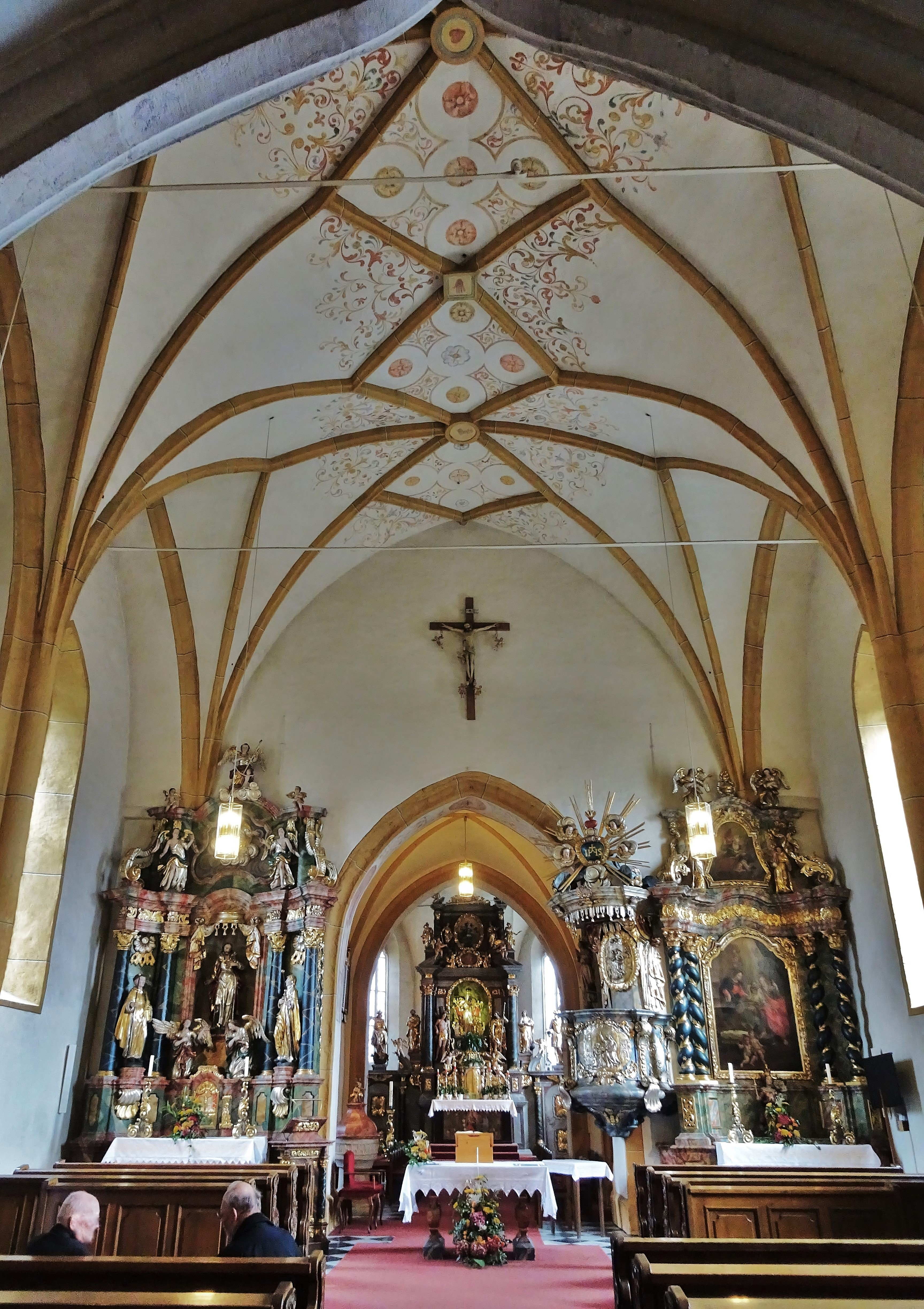
Innenansicht

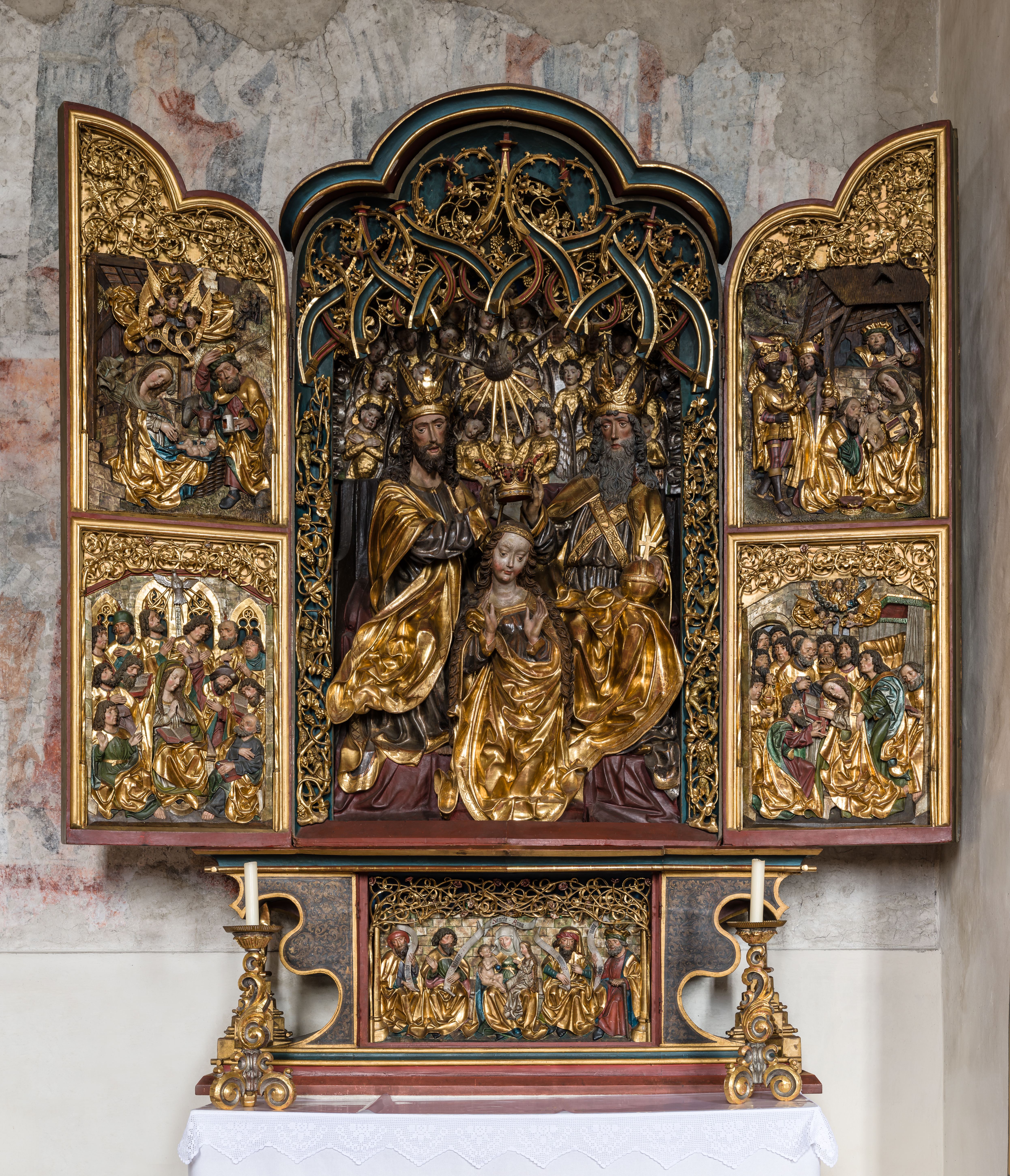
Spätgotischer Flügelaltar

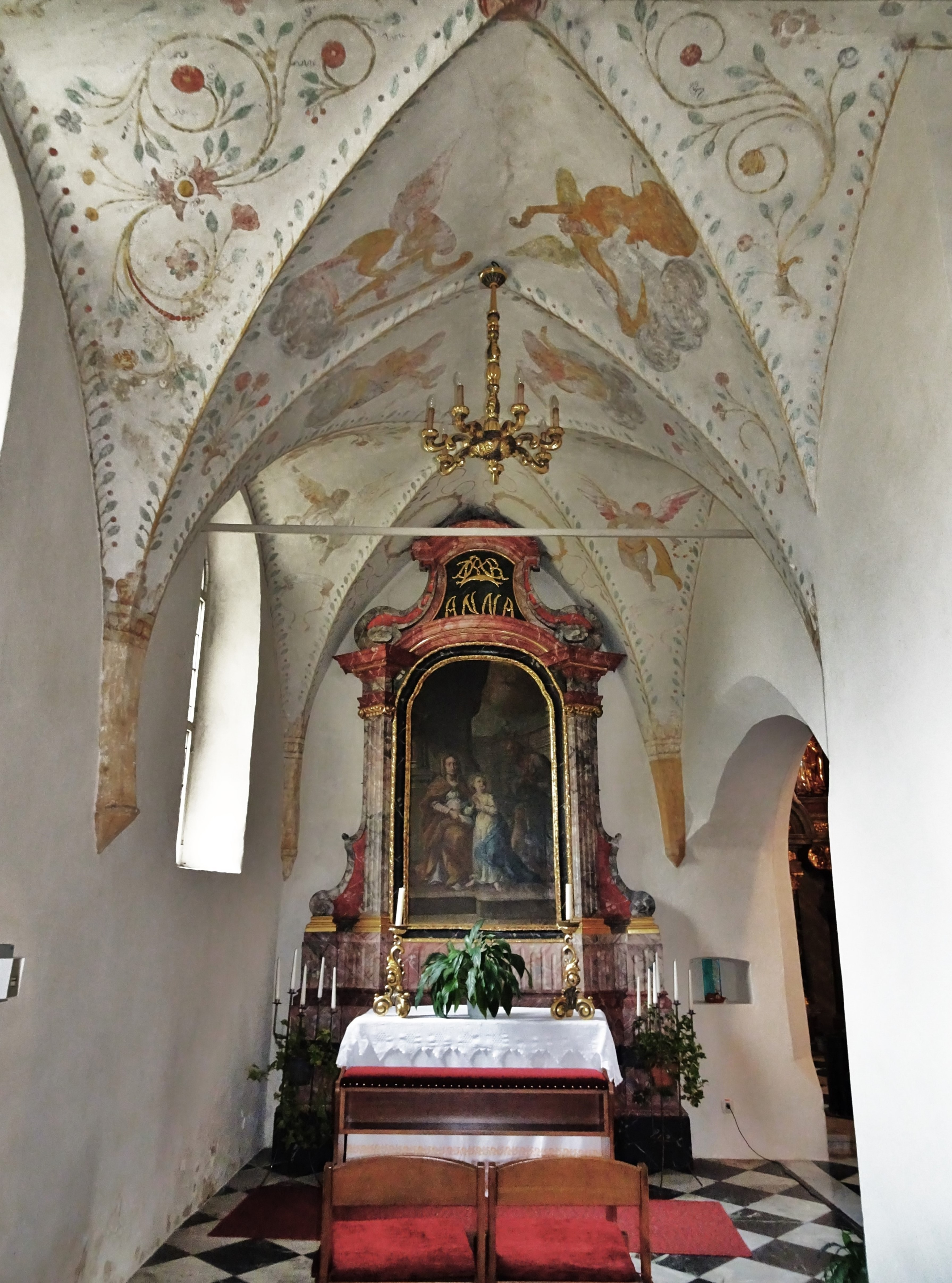
Innenansicht der Annakapelle

An den südlichen Außenmauern der Kirche sind sehenswerte Steinskulpturen angebracht. Die Darstellung  des Erzengels Michael mit Schwert und Seelenwaage sowie eines weiteren Engels mit Posaune und Kreuz ist vermutlich die Teilansicht eines Weltgerichtes. Das Relief dürfte vor 1300 entstanden sein. Das Gewölbe des Langhauses zeigt eine Netzrippenstruktur mit Ziermalerei in den zentralen Feldern. Der Chor endet mit Dreiachtelschluss.

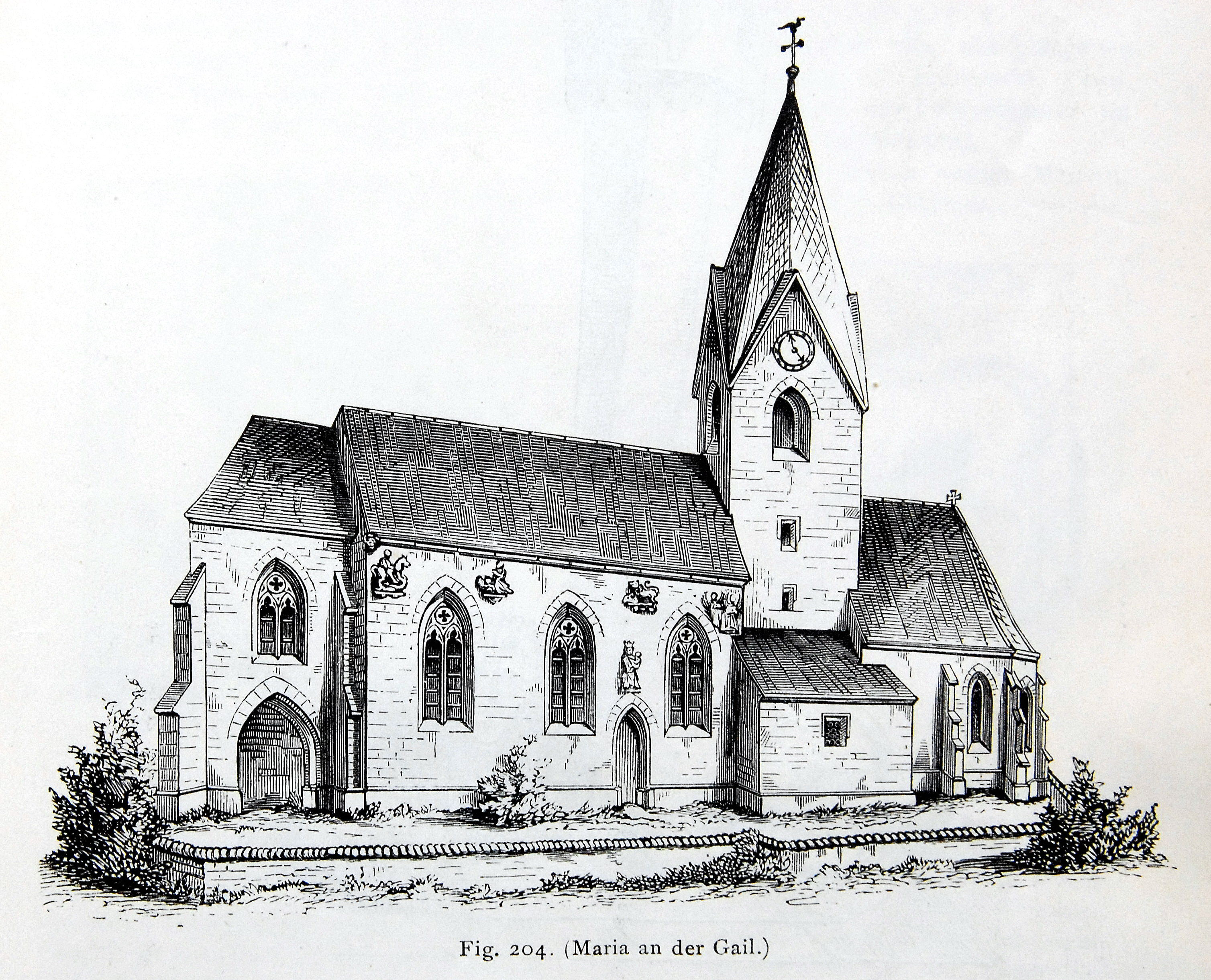
Federzeichnung der Wallfahrtskirche Maria Gail (1889)
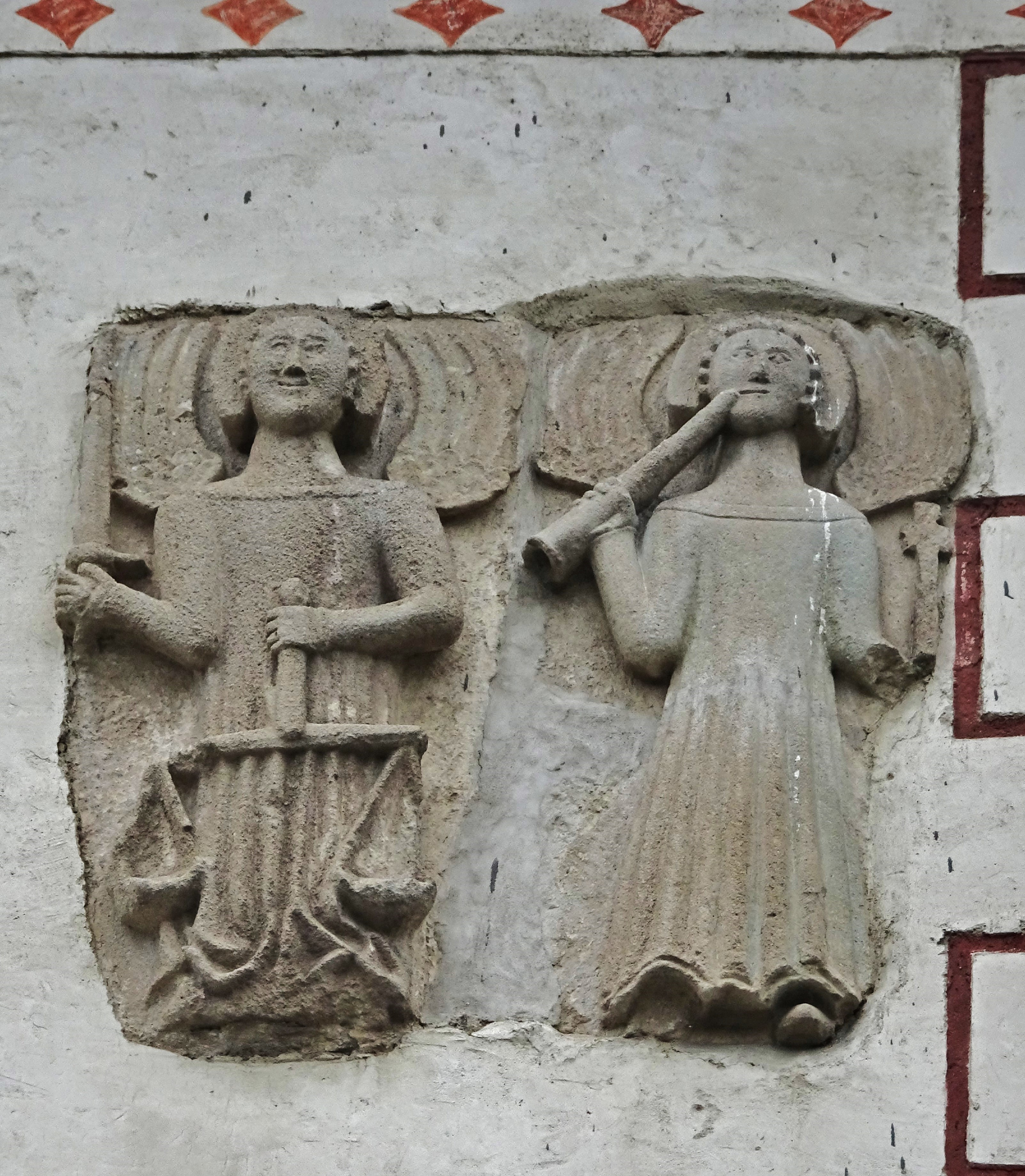
Relief des Erzengels Michael und eines weiteren Engels
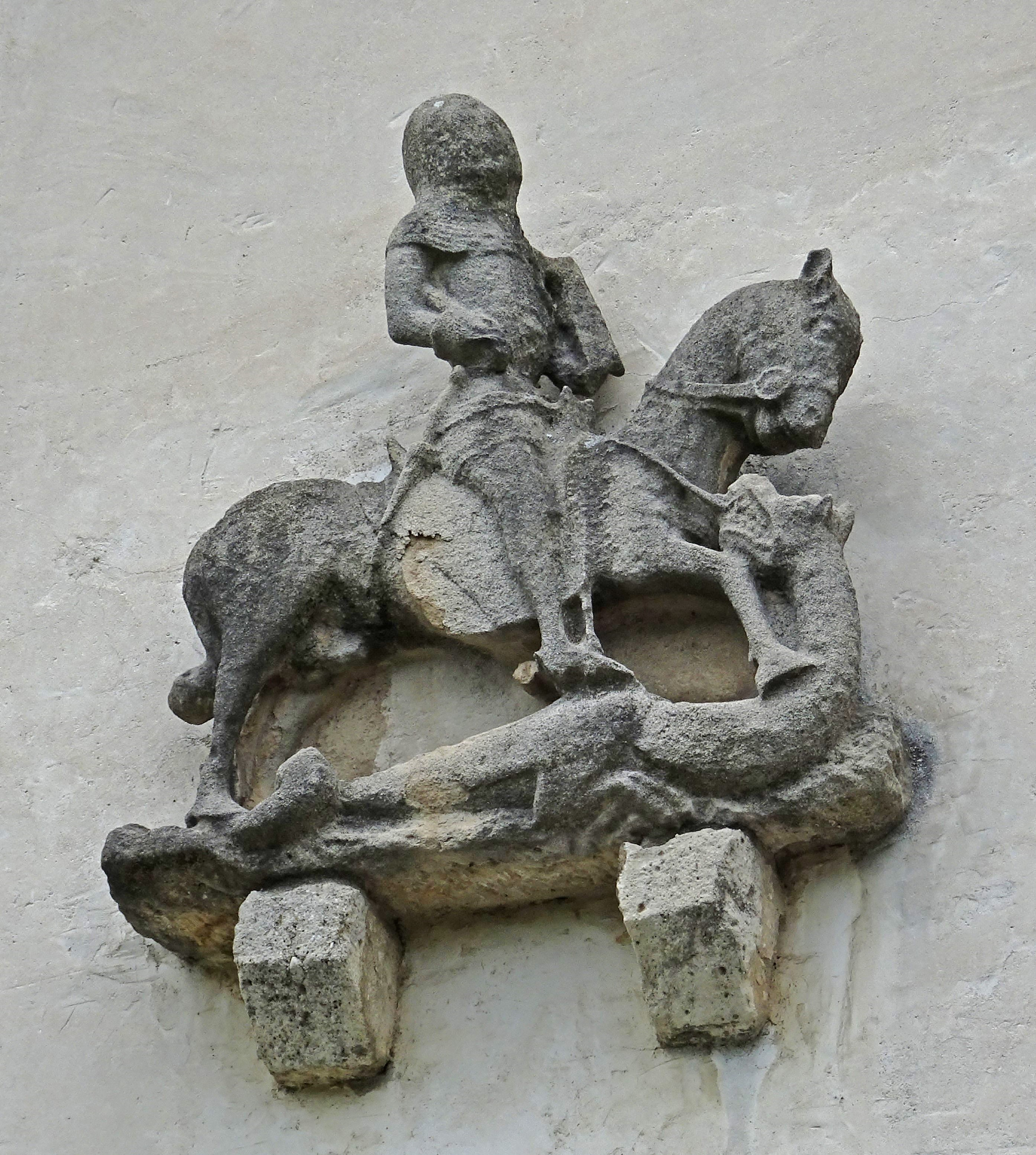
Skulptur des hl. Georg

## Einrichtung

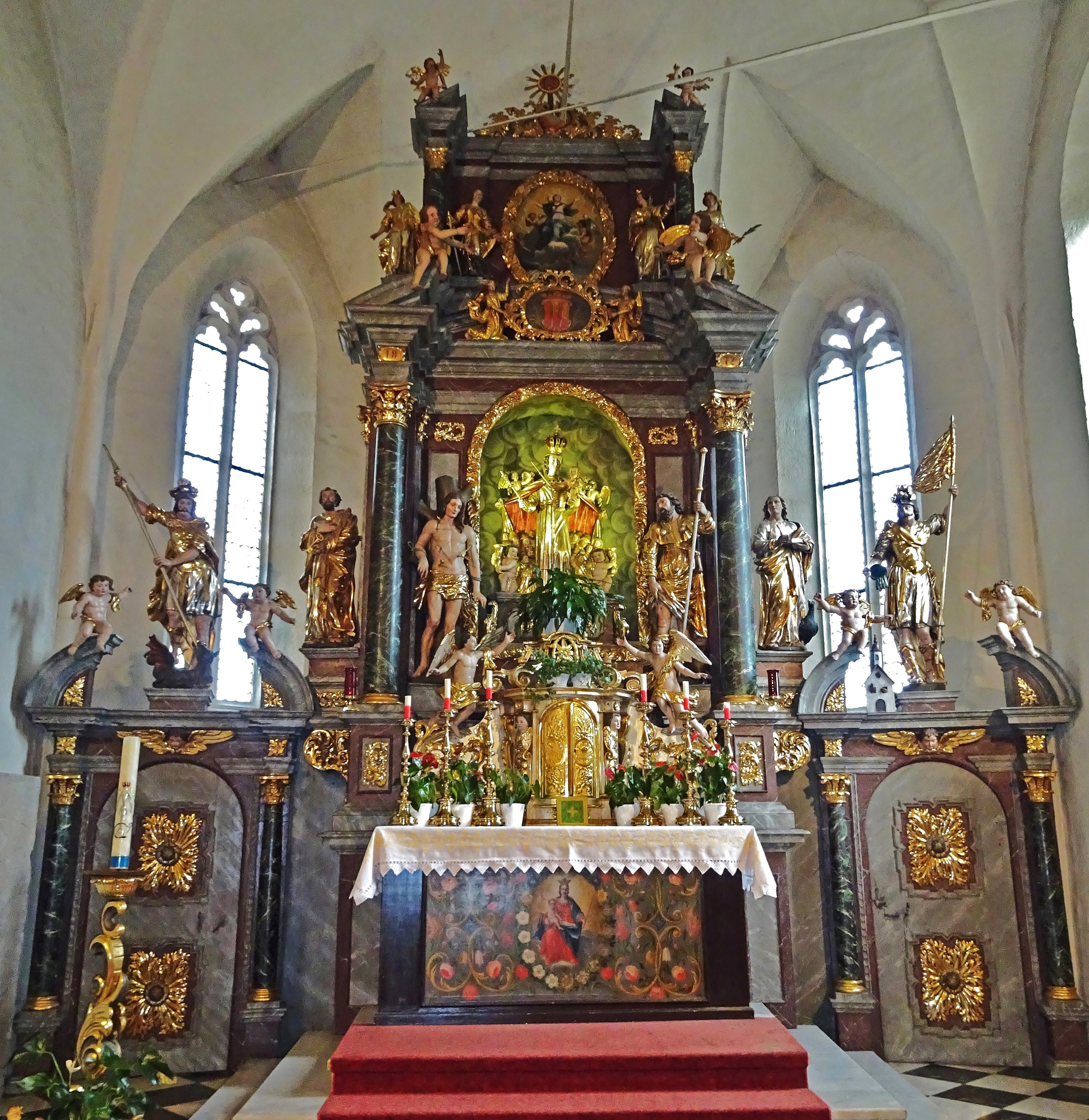
Hochaltar

Die ältesten Elemente der Ausstattung sind gut erhaltene spätromanische Fresken aus der zweiten Hälfte des 13. Jahrhunderts an den Langhauswänden, die 1949/50 im Zuge von Restaurierungsarbeiten freigelegt wurden. Sie zeigen die Leidensgeschichte Christi, Darstellungen des Auferstandenen und das Begräbnis Marias.
Der barocke Hochaltar ist ein Ädikula-Altar. Im Schrein steht eine holzgeschnitzte Schutzmantelmadonna mit Kind aus der Zeit um 1600 als Gnadenbild der Wallfahrtskirche. Assistenzfiguren sind die Heiligen Sebastian von Pfeilen durchbohrt links und Rochus mit Pestbeule rechts. Weitere Figuren zeigen die Apostel Petrus links und Johannes rechts. Auf den Opfergangsportalen stehen links der hl. Georg und rechts der hl. Florian.
Bedeutend ist der spätgotische, aus reichhaltigem Schnitzwerk bestehende Flügelaltar, der als eine der letzten Arbeiten der Villacher Schule deren wohl vollendetstes Kunstwerk darstellt. Er entstand in der Zeit zwischen 1505 und 1515. Zentrales Motiv ist die Krönung Marias; es wird auf den Flügeln umrahmt von Motiven aus dem Marienleben. Die Außenseiten der Flügel sind mit Motiven aus dem Leben Jesu bemalt. Diese Malereien werden von der Kunstwissenschaft dem Meister des lazarinischen Veronika-Altars zugeordnet. Die Predella zeigt in filigraner Holzschnitzerei die Heilige Anna selbdritt.

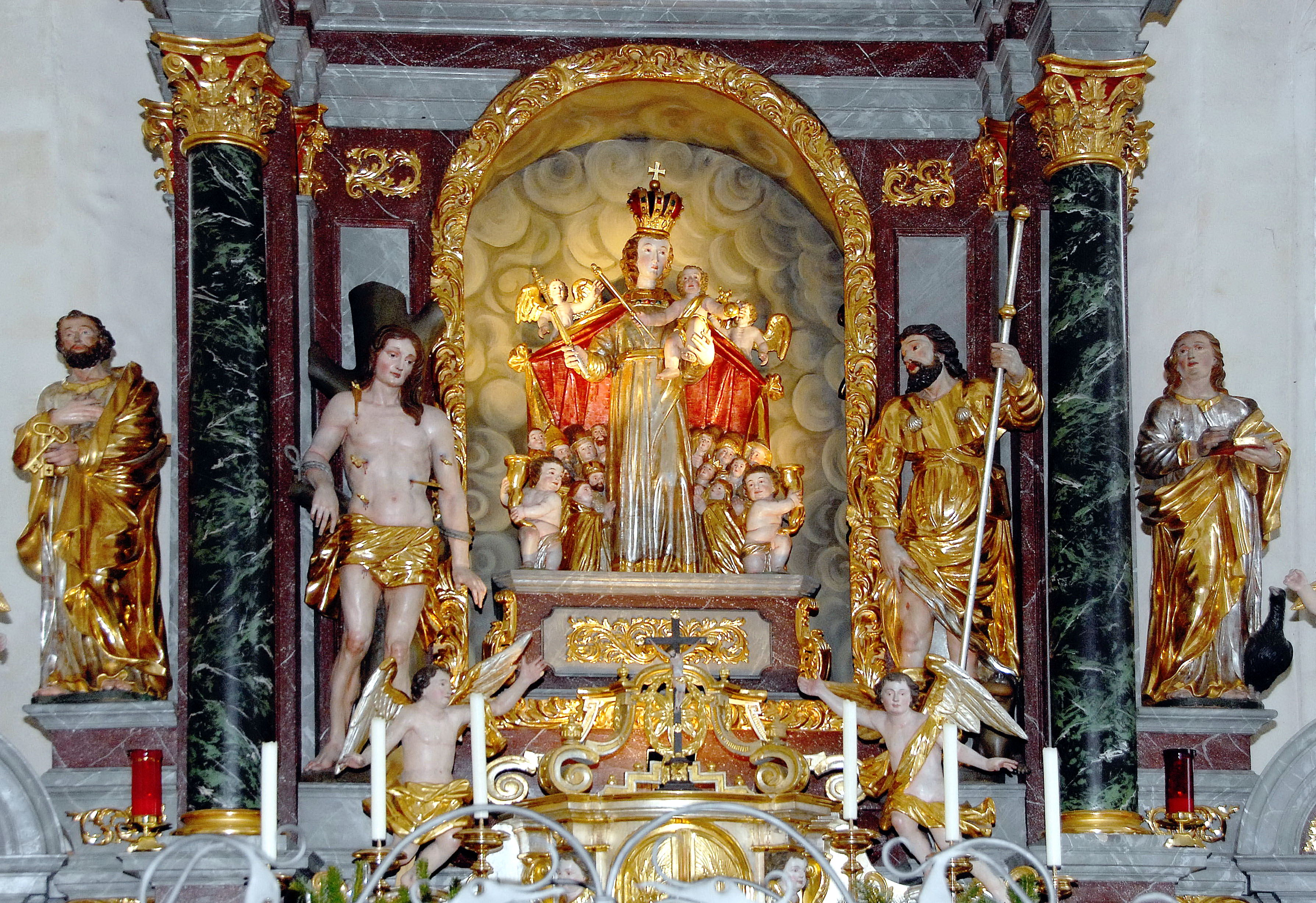
Hochaltar mit Schutzmantelmadonna
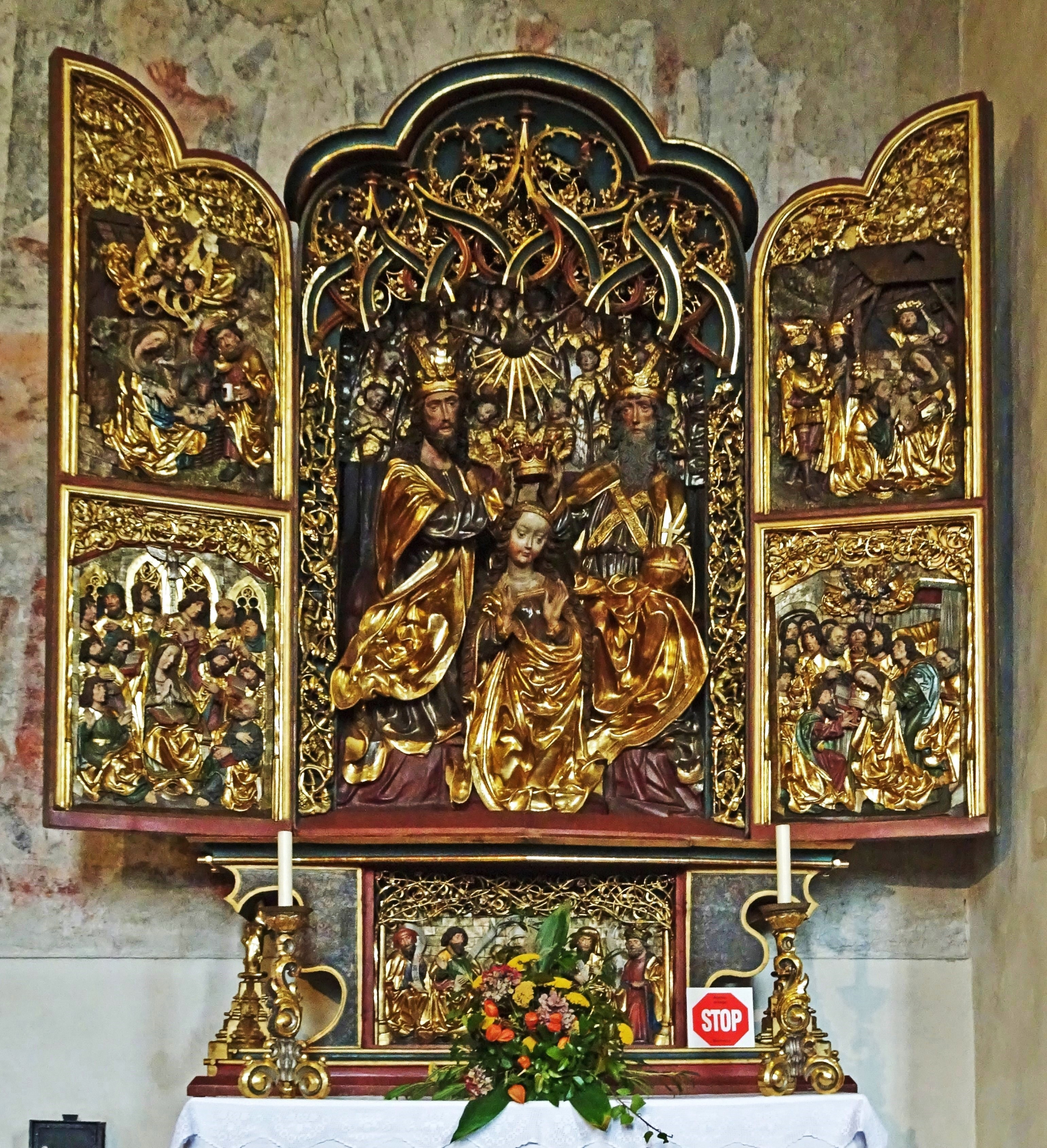
Gotischer Seitenaltar
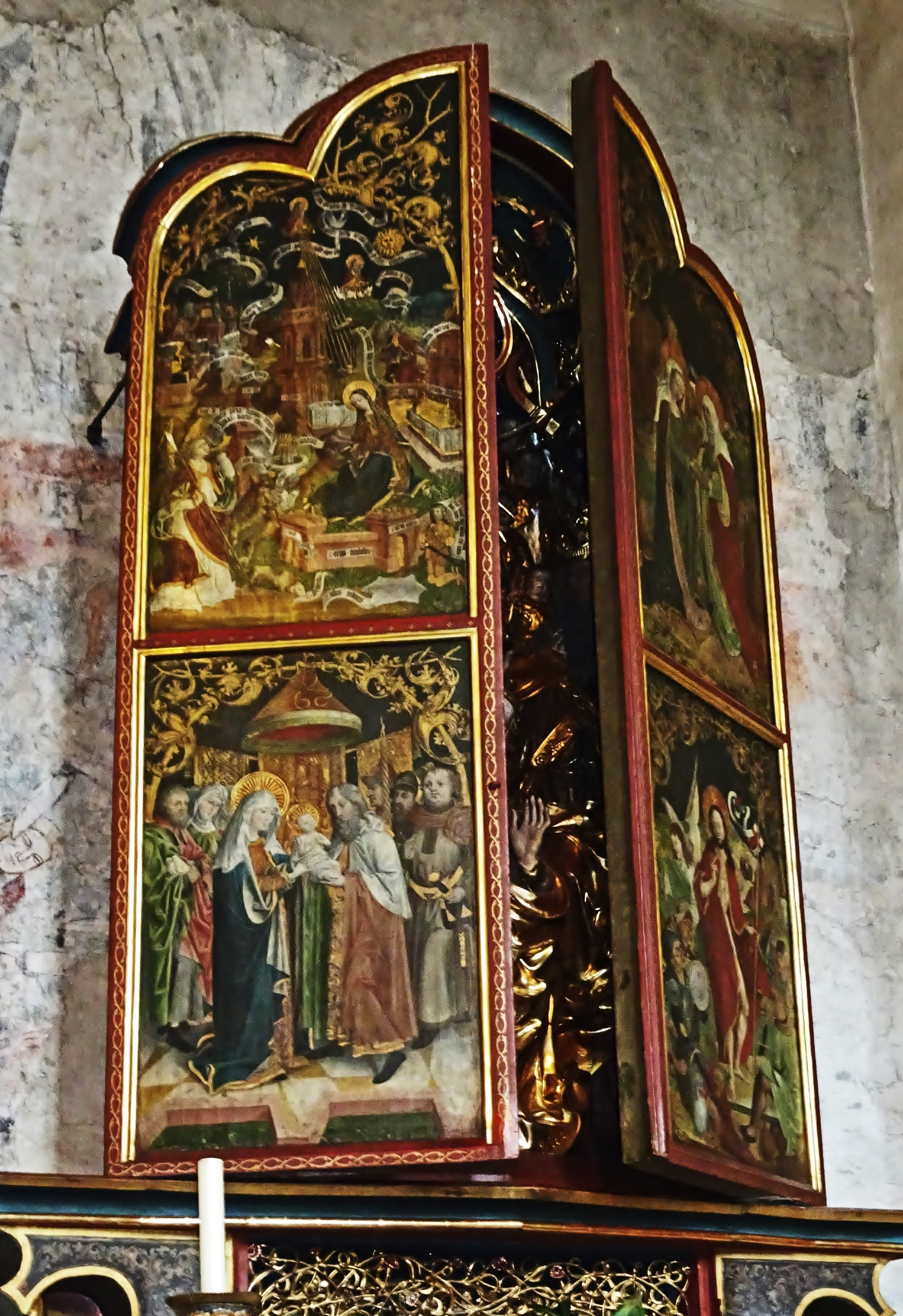
Rückseite des linken Flügels
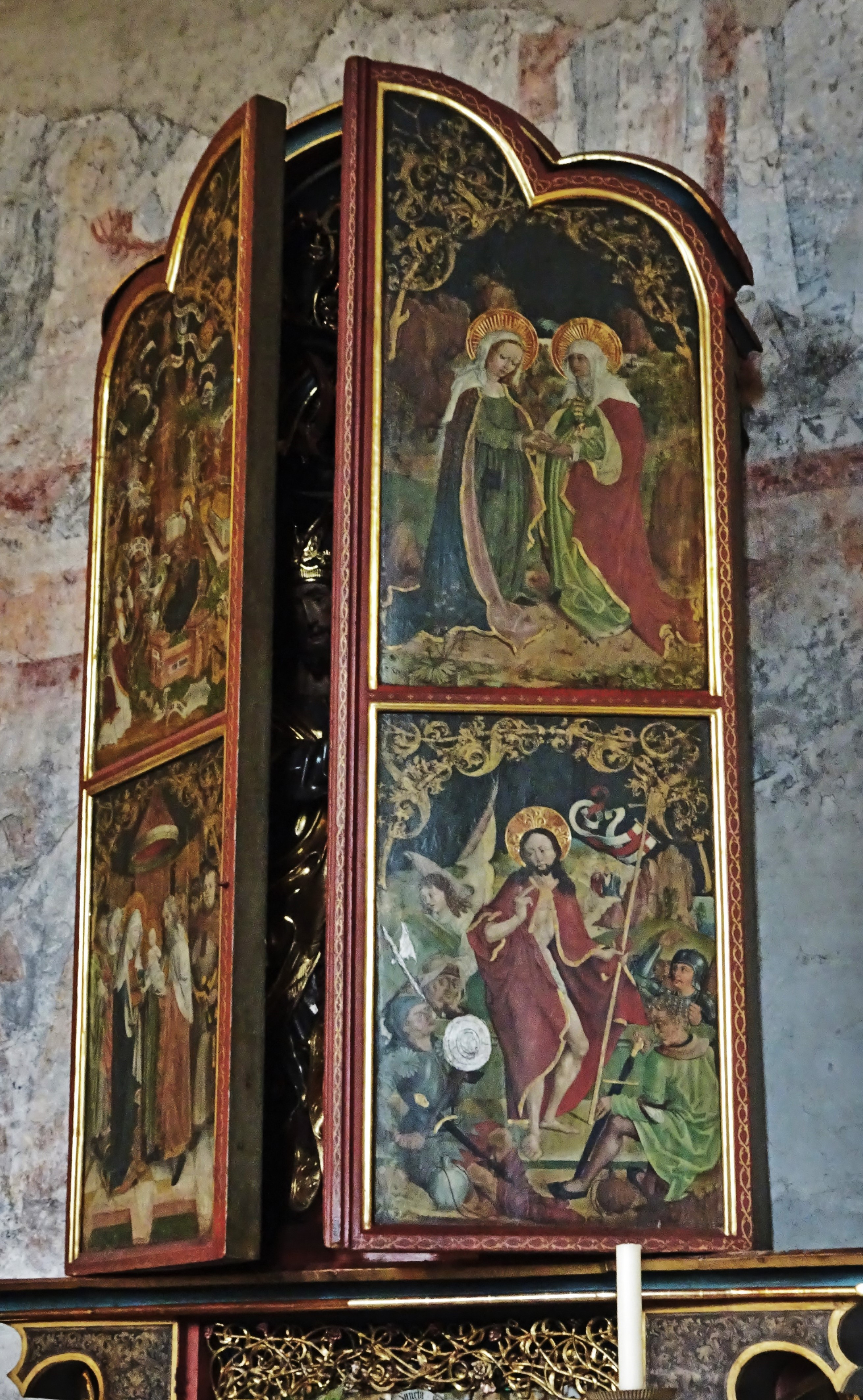
Rückseite des rechten Flügels

Neben einem Taufstein romanischen Ursprungs und musizierenden Engeln am Gewölbe der Annakapelle sind die beiden barocken Seitenaltäre erwähnenswert. An der Nordwand sind spätgotische Statuen einer Madonna mit Kind sowie der Hll. Barbara und Margareta angebracht.

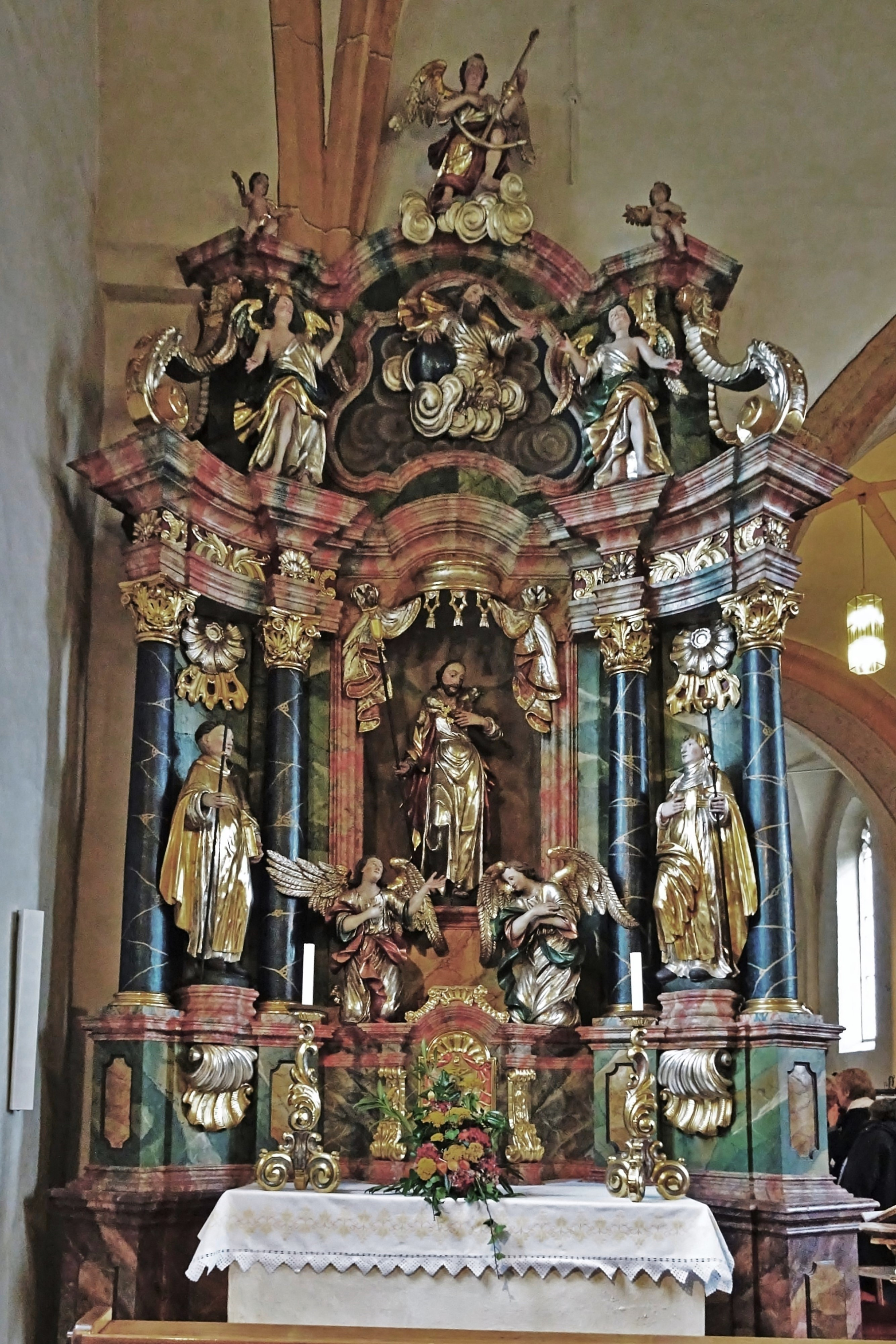
Linker Seitenaltar
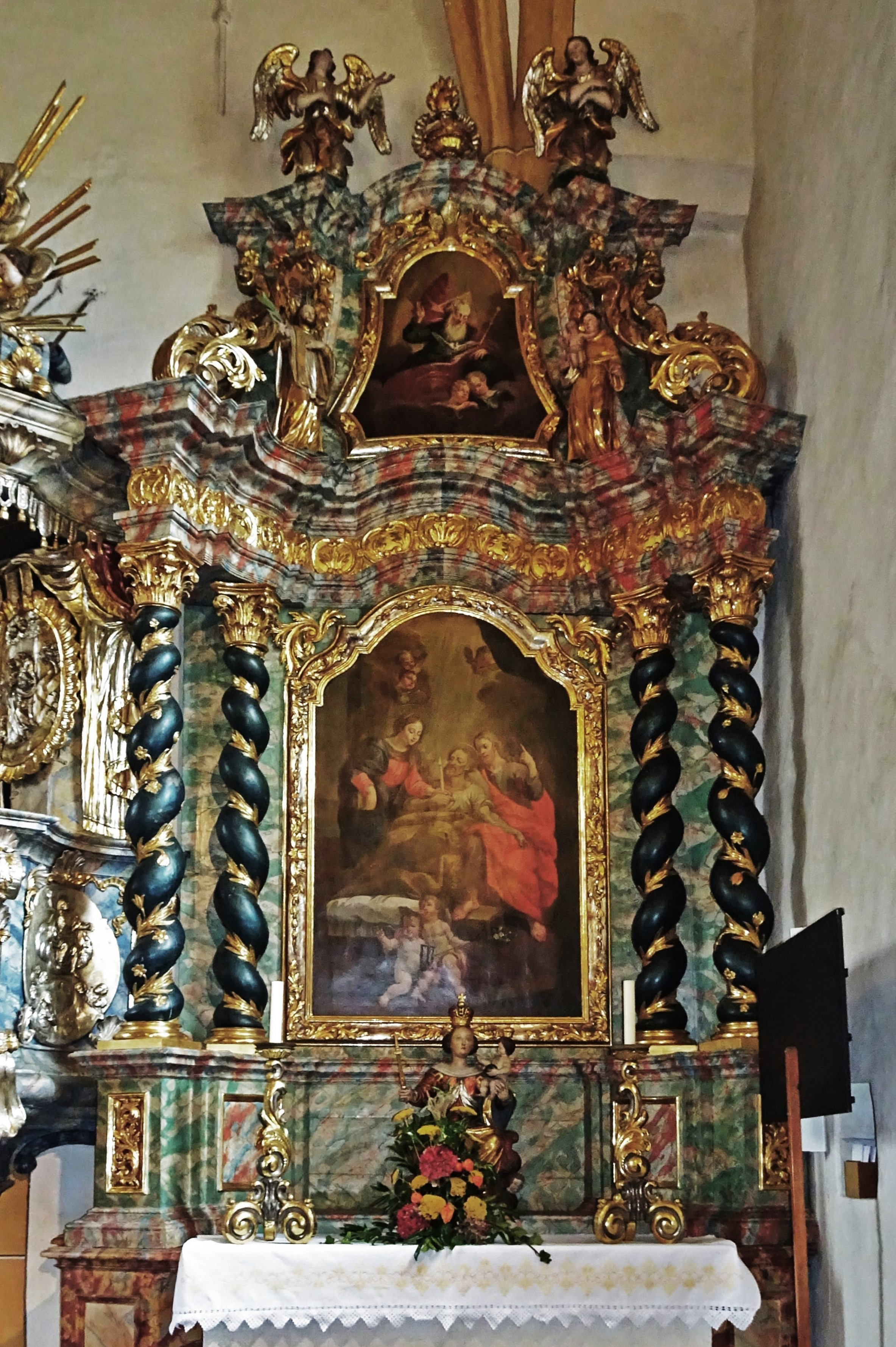
Rechter Seitenaltar
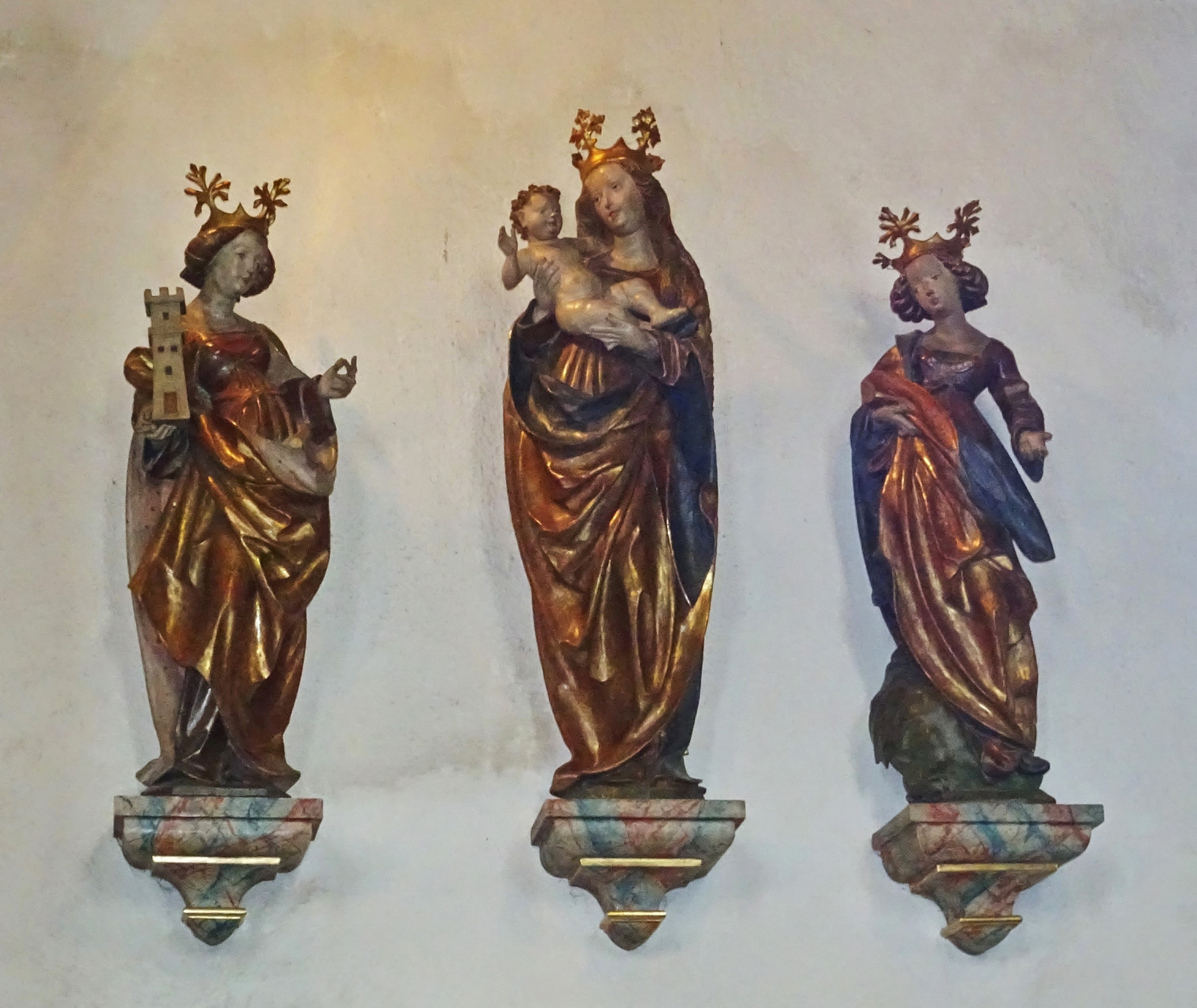
Statuen einer Madonna mit Kind sowie der Hll. Barbara und Margareta